# Valentine Grant
Valentine Grant (14 de febrero de 1881 – 12 de marzo de 1949) fue una actriz estadounidense de la época del cine mudo.
Nacida en Indiana, fue compañera del director cinematográfico y actor Sidney Olcott, que la eligió para su producción de 1915 Nan o' the Backwoods. Había formado parte del personal de los estudios Kalem Company que se trasladó a rodar a Irlanda y que en 1915 actuara en All for Old Ireland.
Grant también interpretó varios filmes para otras compañías tales como los Lubin Studios de Filadelfia y Famous Players-Lasky Corporation. Se casó con Olcott, con el que permanecería el resto de su vida, y después de que él abandonara Kalem ella actuó en algunas de las producciones de su marido antes de retirarse en 1918.
Grant falleció en 1949, unos meses antes de que lo hiciera Olcott. Falleció en el Condado de Orange (California).